# Редькин, Андрей Петрович

Могила Редькина на Новодевичьем кладбище Москвы.

Андрей Петрович Редькин (1875—1966) — советский учёный в области зоотехники и агрономии, почётный академик ВАСХНИЛ, Герой Социалистического Труда (1965).

## Биография
Андрей Редькин родился 13 октября 1875 года в городе Кролевец (ныне — Сумская область Украины). После окончания гимназии работал курьером. В 1898 году Редькин окончил Харьковское сельскохозяйственное училище, после чего работал в департаментах земледелия различных губерний. В 1920-е годы работал на опытных станциях. С 1930 года проживал и работал в Москве, был консультантом объединения «Главсвиновод», научным сотрудником Института мясной и молочной промышленности и Всесоюзного института животноводства.
Активно занимался изучением проблем свиноводства. Являлся автором большого количества научных работ в области племенного дела, скрещивания пород, кормления. Под его руководством были выведены каликинская и муромская породы свиней, которые показали высокую продуктивность в условиях средней полосы России. В годы Великой Отечественной войны занимался написанием учебника «Свиноводство», который впоследствии выдержал четырнадцать переизданий в СССР и был издан за границей. За большие заслуги в сельскохозяйственной науке Редькину в 1946 году было присвоено звание Заслуженного деятеля науки РСФСР.
С 1956 года Редькин преподавал в Московской сельскохозяйственной академии имени К. А. Тимирязева, заведовал кафедрой свиноводства, был утверждён в должности профессора. Кроме того, был избран почётным академиком ВАСХНИЛ.
Указом Президиума Верховного Совета СССР от 2 декабря 1965 года за «большие заслуги в развитии сельскохозяйственной науки, подготовке высококвалифицированных кадров и в связи с девяностолетием со дня рождения» Андрей Редькин был удостоен высокого звания Героя Социалистического Труда с вручением ордена Ленина и медали «Серп и Молот».
Скончался 19 июля 1966 года, похоронен на Новодевичьем кладбище Москвы.

## Награды
Был также награждён орденом Трудового Красного Знамени и рядом медалей.